# La Roche-Blanche, Puy-de-Dôme

La Roche-Blanche este o comună în departamentul Puy-de-Dôme, Franța. În 1 ianuarie 2022 avea o populație de 3.373 de locuitori.